# Cerkiew Świętego Spotkania w Kondopodze
Cerkiew Świętego Spotkania – prawosławna cerkiew w Kondopodze.
Świątynia została urządzona w 1991 w budynku dawnej stacji transformatorowej według projektu Iriny Sobolewej. Przez 18 lat była to główna cerkiew w Kondopodze, do momentu wyświęcenia cerkwi Narodzenia Matki Bożej w 2009. Jednorazowo może pomieścić 150 uczestników nabożeństwa.